# Nhà hát Quốc gia Miskolc
Nhà hát Quốc gia Miskolc (tiếng Hungary: Miskolci Nemzeti Színház) là nhà hát chính của thành phố Miskolc và là nhà hát lâu đời nhất của Hungary. Tòa nhà được xây dựng từ năm 1847 đến năm 1857, kết hợp giữa trường phái Cổ điển và Tân Baroque, nằm ở trung tâm thành phố, trên đường Széchenyi. Đây không chỉ là nơi diễn ra các vở kịch sâu khấu nổi tiếng, mà còn là nơi tổ chức các sự kiện như Liên hoan Opera Quốc tế Miskolc.

## Lịch sử

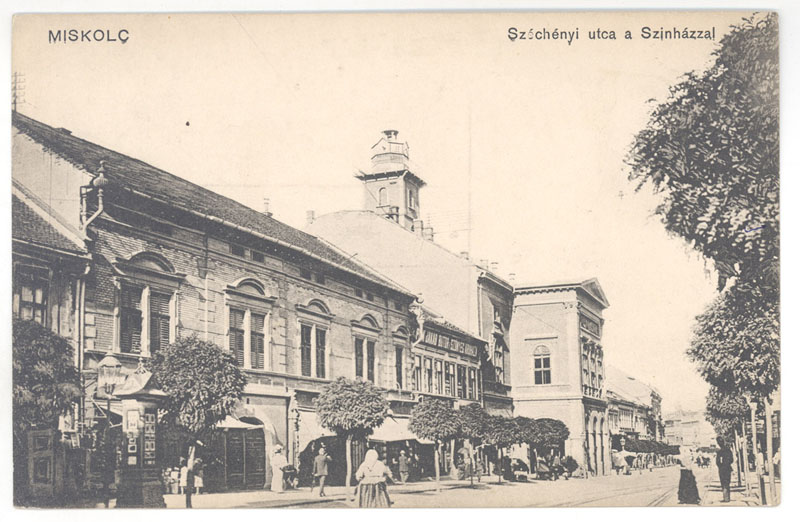
Hình ảnh nhà hát trên bưu thiếp vào đầu những năm 1900

Nhà hát đầu tiên ở Miskolc được xây dựng từ năm 1819 đến 1823. Đây là công trình thứ hai được xây dựng hoàn toàn bằng đá trong cả nước (Công trình đầu tiên là nhà hát ở Kolozsvár). Tác phẩm đầu tiên được công diễn ở đây vào ngày 24 tháng 8, A tatárok Magyarországban.  Trận hỏa hoạn ngày 19 tháng 7 năm 1843 đã phá hủy công trình kiến trúc này.
Với số tiền từ công ty bảo hiểm và sự đóng góp của cộng đồng, một tòa nhà mới do kiến trúc sư József Cassano thiết kế đã khởi công vào ngày 3 tháng 9 năm 1847. Việc xây dựng bị trì hoãn do cuộc Cách mạng 1848 và thiếu vốn. Sau đó đã được tăng tốc trở lại vào đầu những năm 1850, nhằm chào đón chuyến thăm của Franz Joseph I (Tuy vậy, vị hoàng đế cuối cùng cũng đã không thể tham gia lễ khai mạc).
Sau hơn một thập kỷ xây dựng, nhà hát chính thức mở cửa vào ngày 3 tháng 9 năm 1857 với vở kịch Marót bán của Mihály Vörösmarty. Đạo diễn đầu tiên của vở kịch là Endre Latabár, cũng là thành viên đầu tiên của nhóm các diễn viên Latabár lừng lẫy. Trong vài năm sau đó, tầng dưới của tòa nhà bị chiếm dụng bởi các cửa hàng (tiền thuê của họ tài trợ một phần cho nhà hát), và các tầng trên lại là nơi của Sòng bạc Quốc gia. Nhà hát thường là nơi tổ chức các buổi biểu diễn của Déryné Széppataki Róza, nữ diễn viên nổi tiếng nhất thời đại.
Tòa nhà được xây dựng lại vào năm 1880 với thêm một tháp canh bên cạnh. Nhà hát trước đây thuộc một công ty cổ phần, đã trở thành tài sản của thành phố Miskolc vào năm 1914.
Năm 1990 là năm nhà hát được mở rộng gấp đôi diện tích sàn cũ, lên đến 16 000 mét vuông, bao gồm năm sảnh sân khấu riêng biệt. Ở đây cũng là có một bảo tàng dành riêng cho lịch sử sân khấu của Miskolc.